# Narriocampa grisea
Narriocampa grisea är en fjärilsart som beskrevs av Paul Thiaucourt 1981. Narriocampa grisea ingår i släktet Narriocampa och familjen tandspinnare. Inga underarter finns listade i Catalogue of Life.